# Estação Joliette
A Estação Joliette é uma das estações do Metrô de Montreal, situada em Montreal, entre a Estação Préfontaine e a Estação Pie-IX. Faz parte da Linha Verde.
Foi inaugurada em 06 de junho de 1976. Localiza-se na Rua Hochelaga. Atende o distrito de Mercier–Hochelaga-Maisonneuve.